# خوسيه رينا
خوسيه رينا (بالإسبانية: José Luis Reyna)‏ هو لاعب كرة قدم بيروفي، ولد في 14 يناير 1972 في وانكاشو في بيرو. لعب مع أليانزا ليما.